# Leedy
Leedy är ett trummärke från USA. En känd trummis som använder Leedy är Tré Cool från bandet Green Day. Han har använt Leedy från 2009 när Green Days 21st Century Breakdown turné började.